# Adeliella takoradia
Adeliella takoradia är en kräftdjursart. Adeliella takoradia ingår i släktet Adeliella och familjen Lysianassidae. Inga underarter finns listade i Catalogue of Life.